# La Forêt d'art contemporain
 (juin 2025).
La mise en forme du texte ne suit pas les recommandations de Wikipédia : il faut le « wikifier ».
Les points d'amélioration suivants sont les cas les plus fréquents. Le détail des points à revoir est peut-être précisé sur la page de discussion.
- Les titres sont pré-formatés par le logiciel. Ils ne sont ni en capitales, ni en gras.
- Le texte ne doit pas être écrit en capitales (les noms de famille non plus), ni en gras, ni en italique, ni en « petit »…
- Le gras n'est utilisé que pour surligner le titre de l'article dans l'introduction, une seule fois.
- L'italique est rarement utilisé : mots en langue étrangère, titres d'œuvres, noms de bateaux, etc.
- Les citations ne sont pas en italique mais en corps de texte normal. Elles sont entourées par des guillemets français : « et ».
- Les listes à puces sont à éviter, des paragraphes rédigés étant largement préférés. Les tableaux sont à réserver à la présentation de données structurées (résultats, etc.).
- Les appels de note de bas de page (petits chiffres en exposant, introduits par l'outil «  Source ») sont à placer entre la fin de phrase et le point final[comme ça].
- Les liens internes (vers d'autres articles de Wikipédia) sont à choisir avec parcimonie. Créez des liens vers des articles approfondissant le sujet. Les termes génériques sans rapport avec le sujet sont à éviter, ainsi que les répétitions de liens vers un même terme.
- Les liens externes sont à placer uniquement dans une section « Liens externes », à la fin de l'article. Ces liens sont à choisir avec parcimonie suivant les règles définies. Si un lien sert de source à l'article, son insertion dans le texte est à faire par les notes de bas de page.
- La présentation des références doit suivre les conventions bibliographiques. Il est recommandé d'utiliser les modèles {{Ouvrage}}, {{Chapitre}}, {{Article}}, {{Lien web}} et/ou {{Bibliographie}}. Le mode d'édition visuel peut mettre en forme automatiquement les références.
- Insérer une infobox (cadre d'informations à droite) n'est pas obligatoire pour parachever la mise en page.

Pour une aide détaillée, merci de consulter Aide:Wikification.
Si vous pensez que ces points ont été résolus, vous pouvez retirer ce bandeau et améliorer la mise en forme d'un autre article.
La Forêt d'art contemporain est une association loi 1901 née après les tempêtes qui ont dévasté les Landes de Gascogne, afin de participer à la requalification d'un espace forestier et rural situé dans le Sud Ouest de la France.
Authentique centre d'art à ciel ouvert,  La Forêt d'art contemporain totalise 29 œuvres en 2025. Avec une attention particulière aux enjeux écologiques et environnementaux contemporains, ses initiatives contribuent au mouvement d'inscription de l'art actuel dans le paysage et à son inscription dans une histoire de l'art spécifique.

## L'association et ses objectifs
La Forêt d'art contemporain s'inscrit dans les initiatives artistiques en milieu rural. Née en 2009 du regroupement de plusieurs associations locales, son objectif initial est d'implanter des œuvres artistiques sur le territoire du Parc naturel régional des Landes de Gascogne, le territoire sur lequel elle étend ses actions concerne une grande partie du nord des Landes et du Sud Gironde, un espace forestier principalement dévolu à la sylviculture et dont les enjeux écologiques sont considérables, comme l'ont montré les incendies de 2022.

### Fonctionnement
L'association fait appel à des commissaires d'exposition qui, à leur tour, sollicitent des artistes pour créer des œuvres en conversation avec la demande émise par le territoire. Parmi les commissaires, Didier Arnaudet, Jean-François Dumont, Irwin Marchal. La présidence de l'association est actuellement assurée par Philippe Sartre, maire de la commune de Garein, sa direction par Lydie Palaric.

## Publications
Plusieurs publications retracent les différentes étapes d'implantation des œuvres sur le territoire néo-aquitain.